# العلاقات الفيجية الميكرونيسية
العلاقات الفيجية الميكرونيسية هي العلاقات الثنائية التي تجمع بين فيجي وولايات ميكرونيسيا المتحدة.

## مقارنة بين البلدين
هذه مقارنة عامة ومرجعية للدولتين:
| وجه المقارنة                                              | فيجي                                                                 | ولايات ميكرونيسيا المتحدة |
| --------------------------------------------------------- | -------------------------------------------------------------------- | ------------------------- |
| المساحة (كم2)                                             | 18.27 ألف                                                            | 702                       |
| عدد السكان (نسمة)                                         | 915.30 ألف                                                           | 105.54 ألف                |
| الكثافة السكانية (ن./كم²)                                 | 50.1                                                                 | 15.03 ألف                 |
| العاصمة                                                   | سوفا                                                                 | باليكير                   |
| اللغة الرسمية                                             | لغة إنجليزية، اللغة الفيجية، اللغة الفيجي الهندية، اللغة الهندستانية | لغة إنجليزية              |
| العملة                                                    | دولار فيجي                                                           | دولار أمريكي              |
| الناتج المحلي الإجمالي (بليون دولار)                      | 5.06 مليار                                                           | 336.43 مليون              |
| الناتج المحلي الإجمالي (تعادل القوة الشرائية) بليون دولار | 8.32 مليار                                                           | 365.27 مليون              |
| الناتج المحلي الإجمالي الاسمي للفرد دولار أمريكي          | 4.96 ألف                                                             | 3.02 ألف                  |
| الناتج المحلي الإجمالي للفرد دولار أمريكي                 | 8.79 ألف                                                             |                           |
| مؤشر التنمية البشرية                                      | 0.727                                                                | 0.640                     |
| رمز المكالمات الدولي                                      | +679                                                                 | +691                      |
| رمز الإنترنت                                              | .fj                                                                  | .fm                       |
| المنطقة الزمنية                                           | ت ع م+12:00                                                          |                           |

## منظمات دولية مشتركة
يشترك البلدان في عضوية مجموعة من المنظمات الدولية، منها:
| علم المنظمة | اسم المنظمة                                 | تاريخ انضمام فيجي | تاريخ انضمام ولايات ميكرونيسيا المتحدة |
| ----------- | ------------------------------------------- | ----------------- | -------------------------------------- |
|             | تحالف الدول الجزرية الصغيرة                 | ?                 | ?                                      |
|             | البنك الدولي للإنشاء والتعمير               | 28 مايو 1971      | 24 يونيو 1993                          |
|             | بنك التنمية الآسيوي                         | 1970              | 1990                                   |
|             | يونسكو                                      | 14 يوليو 1983     | 19 أكتوبر 1999                         |
|             | وكالة ضمان الاستثمار متعدد الأطراف          | 24 سبتمبر 1990    | 11 أغسطس 1993                          |
|             | الاتحاد الدولي للاتصالات                    | 5 مايو 1971       | 18 مارس 1993                           |
|             | مؤسسة التمويل الدولية                       | 12 يوليو 1979     | 24 يونيو 1993                          |
|             | مؤسسة التنمية الدولية                       | 29 سبتمبر 1972    | 24 يونيو 1993                          |
|             | الأمم المتحدة                               | 13 أكتوبر 1970    | 17 سبتمبر 1991                         |
|             | مجموعة دول أفريقيا والكاريبي والمحيط الهادئ | ?                 | ?                                      |
|             | منظمة حظر الأسلحة الكيميائية                | ?                 | ?                                      |
|             | المركز الدولي لتسوية المنازعات الاستشارية   | 10 سبتمبر 1977    | 24 يوليو 1993                          |

## وصلات خارجية
- موقع وزارة الخارجية الفيجية